# ジム・オブライエン (バスケットボール)
ジェームズ・フランシス・ゼイビアー・オブライエン（James Francis Xavier O'Brien、1952年2月11日 - ）はアメリカ合衆国ペンシルベニア州フィラデルフィア出身のバスケットボール指導者。

## 経歴
セント・ジョセフ大学を卒業したオブライエンは、2001年からリック・ピティーノの後任としてボストン・セルティックスのヘッドコーチを務め、低迷するチームを2度プレイオフへと導いた。しかし、オフェンス展開の方針を巡って2003年にGMに就任したダニー・エインジと対立するようになり、エリック・ウィリアムズ、トニー・バティらのトレードをきっかけに、2004年1月に辞任した。苦しいチーム事情の中で結果を出していたコーチの辞任劇はセルティックス関係者に大きな衝撃を与えた。
2004年、オフシーズンに複数年契約でフィラデルフィア・76ersのヘッドコーチに就任したオブライエンは、1年目にいきなりチームをプレイオフへと導いたが、チームオーナーのビリー・キングがポートランド・トレイルブレイザーズを途中解任されたモーリス・チークスの招聘を強く望んだために契約年数を残して解任される形となった。
2007年5月31日、10年ぶりにプレイオフ進出を逃したインディアナ・ペイサーズはリック・カーライルを解任し、オブライエンを新たにヘッドコーチとしてチームを指揮。2011年1月に解任された。2012-13シーズンはダラス・マーベリックスのアシスタントコーチとなり、同シーズン終了後にコーチ業から引退していたが、2016年にフィラデルフィア・76ersのアシスタントコーチとしてコーチ業に復帰した。